# Carcere di Lepoglava
Il carcere di Lepoglava (ufficialmente penitenziario di Lepoglava, in croato: Kaznionica u Lepoglavi ) è il carcere più antico della Croazia. Si trova a Lepoglava, nella Regione di Varaždin. Durante il dominio socialista in RSF Jugoslavia, la prigione di Lepoglava è stata una delle principali prigioni politiche per gli oppositori e i sedizionisti del paese.

## Storia
Il carcere di Lepoglava è stato realizzato nel 1854 convertendo il monastero già di proprietà dei Padri Paolini, l'ordine aspetterà fino al 2001 per vedersi restituire una parte dei suoi beni al vescovado, è stato trasformato dalle autorità in un penitenziario. La prigione è stata successivamente utilizzata dall'Austria-Ungheria, dal Regno di Jugoslavia, dallo Stato indipendente di Croazia e dalla Jugoslavia comunista, prima del suo ruolo attuale di principale penitenziario della Repubblica di Croazia.
Nel 1878, il direttore Emil Taufer introdusse il sistema di riabilitazione irlandese e aprì una serie di laboratori per il lavoro penale, mentre per i delinquenti più giovani sono stati organizzati corsi di alfabetizzazione. Nel corso del tempo, il sistema si è ampiamente trasformato in uno sfruttamento diretto del lavoro quasi gratuito dei detenuti. Ciò è stato particolarmente vero durante la prima guerra mondiale, quando si lavorava fino a 15 ore al giorno in un ambiente non sicuro e dalle cattive condizioni generali che hanno contribuito all'elevata mortalità tra i prigionieri.
Nel corso del Novecento il carcere è stato dimora di numerosi gruppi dei cosiddetti "indesiderati" e di prigionieri politici. Ciò avvenne durante il Regno di Jugoslavia (1918-1941), quando comunisti e rivoluzionari furono incarcerati, insieme a notabili come Josip Broz Tito, Moša Pijade, Rodoljub Čolaković e Milovan Đilas.
Anche lo Stato Indipendente di Croazia (1941-1945) ha tenuto i dissidenti nella prigione, tra cui Ante Vokić che ha tentato un colpo di stato nel 1944. La prigione è stata utilizzata per incarcerare e liquidare oltre duemila cosiddetti antifascisti. Il 12-13 luglio 1943, i partigiani attaccarono e catturarono temporaneamente la struttura, liberando circa 800 detenuti.
Dopo la seconda guerra mondiale, furono torturati e avvelenati diversi prigionieri, tra questi il futuro santo della chiesa cattolica Aloysius Stepinac e Ivo Tartaglia. Il 5 luglio 1948, tre prigionieri furono uccisi dalle autorità carcerarie dopo un fallito tentativo di fuga. Dopo la primavera croata, i prigionieri includevano alcuni oppositori di Tito come Šime Đodan, Dražen Budiša, Vlado Gotovac, Marko Veselica, Dobroslav Paraga e Franjo Tuđman. Nel 2005 è stato eretto un monumento alle vittime.